# N.Flying
N.Flying (кор. 엔플라잉, яп. エヌフライング; сокращение от «New Flying») — южнокорейская рэп-рок группа, созданная под руководством FNC Entertainment в 2013 году. Группа выпустила свой первый цифровой сингл «Basket» в Японии 1 октября 2013 года. Группа дебютировала в Корее 20 мая 2015 года своим первым мини-альбомом.
В состав группы входят: Квон Кванчжин, Ли Сынхёб, Ча Хун и Ким Джэхён. В июне 2017 года к основному составу группы присоединился 5-й участник Ю Хвесын. Кванчжин покинул группу 26 декабря 2018 года, и 1 января 2020 года его место занял Со Донсон.

## Название
Название «N.Flying» происходит от слова «NEW» («Next») и «Flying», что также означает «новые крылья» или «новый побег»

## История

### Предебют
Кван Джин был оригинальным басистом лейбла CNBLUE, который дебютировал в 2009 году. Однако из-за личных обстоятельств он покинул группу в конце сентября 2009 года. В январе 2011 года Кван Джин продолжил обучение в FNC Entertainment и встретился с другими стажерами: Сын Хёбом, Джэ Хёном и Ча Хуном и сформировал новую группу 'N.Flying'.
В 2013 году И Сын Хёб появился в клипе Джуниэль под названием Pretty Boy. В видео он действовал в качестве идеала Джуниель, которого она встретила в кафе.
Ким Джэ Хён — младший брат Ким Джэ Кён, которая является лидером южнокорейской женской группы Rainbow. 2 октября она твитнула фотографию дебютного плаката N.Flying в своем личном Твиттере и рассказала всем, что её младший брат дебютирует в Японии.

### 2013: Японский дебют иBasket
Группа провела свое первое выступление в Shibuya CYCLONE 28 сентября. 1 октября они выпустили свой первый инди-сингл под названием BASKET и выступили в качестве вступительного акта в турне FTISLAND «Replay» Zepp. Песня достигла максимума на № 2 на еженедельном сингловном альбоме Tower Records, № 2 на еженедельном графике Oricon Indies и № 4 на ежедневном сингловом графике Oricon. Группа продолжала выступать на живых концертах в клубах, а также выступала в качестве открытия на CNBLUE 'One More Time' Arena Tour. 14 ноября группа провела свой первый концерт на Live Space Halot.

### 2014:One and Onlyи задержанный корейский дебют
1 января, N.Flying выпустили свой второй японский инди-сингл с названием One and Only. Альбом попал на первую строчку в Tower Records во второй день релиза.
Они совершили свое первое появление на телевидении в 7-м эпизоде реалити дорамы, Чхондам-дон 111, транслировавшееся на канале tvN. В продолжение сериала, N.Flying раскрыл свою дебютную историю в марте 2014 года, которая транслировалась по тому же каналу.
29 января было объявлено, что N.Flying была назначена новой моделью одобрения Buckaroo Jeans.
В заключительном эпизоде их реалити-шоу, Сын Хёб был официально назначен лидером N.Flying.
В марте они вместе с FTISLAND выступили на открытии концерта в Сингапуре.
N.Flying должны были дебютировать в Корее в 2014 году, но все было отложено после того, как лидер группы повредил колено в июле.

### 2015 — настоящее время: Корейский дебют сAwesomeиLonely
11 мая FNC Entertainment запустило домашнюю страницу тизеров для предстоящего корейского дебюта N.Flying. Также выяснилось, что первый дебютный мини-альбом группы 기가 막혀 (Awesome) выйдет 20 мая вместе с музыкальным видеоклипом заглавной песни.
12 мая FNC Entertainment объявило, что N.Flying выпустит китайскую версию Awesome одновременно с корейской версией 20 мая, а японскую версию планируется выпустить в августе. 19 мая 2015 года FNC Entertainment выпустило видео-тизер для Awesome. Днем FNC Entertainment выпустило полное музыкальное видео, в котором главную роль сыграла Ким Соль Хён (AOA).
12 октября FNC Entertainment выложило таинственный тизер «Lonely 2015.10.22». Через день FNC Entertainment подтвердило, что N.flying выпустит свой первый сингл Lonely 22 октября. 15 октября группа выпустила отдельные тизеры участников. С 18 октября по 20 октября группа выпустила тизер музыкального видео. 20 октября N.Flying подтвердили свой первый список треков для одиночного альбома и выпустили яркий мэшап. Первый одиночный альбом N.flying Lonely был выпущен 22 октября.
N.Flying исполнили свою дебютную песню Awesome на KCON в Японии.
13 июля 2016 года старт продаж второго японского сингла «Endless Summer». С 13 июля по 16 июля группа проводит ряд фан-встреч и мини-выступлений, посвящённых выходу второго сингла. По итогам года группа номинируется на премию Japan Gold Disc Awards и побеждает в номинации The Best 3 New Artists.
19 декабря 2018 года компанией было объявлено, что Квон Кван Джин возьмёт перерыв в деятельности группы из-за обвинения в неподобающем поведение в отношении фанатов, а 26 декабря того же года Квон Кван Джин покинул группу.

## Дискография

### Студийные альбомы
- Man on the Moon (2021)

### Мини-альбомы
- Awesome (2015)
- The Real: N.Flying (2017)
- The Hottest: N.Flying (2018)
- How Are You? (2018)
- Spring Memories (2019)
- Yaho (2019)
- So, Communication (2020)

Японские альбомы 
- Brotherhood (2019)
- Dearest (2022)

## Фильмография

### Шоу
- Cheongdam-dong 111 (2014)[3]
- Cheongdam-dong 111: N.Flying’s Way of Becoming a Star (2014)[4]

## Фильмография

### Дорамы
| Год  | Название                                                           | Канал         | Участники                     | Роль                                                                     |
| ---- | ------------------------------------------------------------------ | ------------- | ----------------------------- | ------------------------------------------------------------------------ |
| 2014 | Modern Farmer (Современный фермер)                                 | SBS           | Джэ Хён                       | Пак Хон Гу                                                               |
| 2016 | Entertainer (Шоумен)                                               | SBS           | Сын Хёб                       | Камео (эпизод № 16)                                                      |
| 2016 | Weightlifting Fairy Kim Bok-Joo (Фея тяжёлой атлетики Ким Бок Чжу) | MBC           | Джэ Хён                       | Младший Джон Хёна в команде по плаванию                                  |
| 2016 | 88 street (88-я улица)                                             | Naver TV Cast | Дже Хён                       | Дже Хён один из пациентов доктора Марко (Чхве Джон Хун из FTIsland)      |
| 2017 | All Kinds of Daughters-in-Law (Такие разные невестки)              | MBC           | Дже Хён                       | Ким ТэГи (последняя серия с его участием № 16)                           |
| 2017 | Sister is Alive (Моя сестра жива)                                  | SBS           | КванДжин, СынХёб, Хун, ДжеХён | Камео группы (друзья героя И Дже Джина из FTIsland) (участие до 9 серии) |
| 2017 |                                                                    |               |                               |                                                                          |

### TV шоу
| Год  | Канал      | Название                                                         | Участники         |
| ---- | ---------- | ---------------------------------------------------------------- | ----------------- |
| 2014 | tvN        | Cheongdam-dong 111                                               | Все               |
| 2014 | tvN        | Cheongdam-dong 111: N.Flying’s Way of Becoming a Star 5 episodes | Все               |
| 2014 | SBS        | Modern Farmer                                                    | Джэ Хён           |
| 2015 | KBS        | Happy Together                                                   | Джэ Хён           |
| 2015 | Mnet       | One Night Study                                                  | Все               |
| 2015 | MBC Every1 | Weekly Idol                                                      | Джэ Хён и Сын Хёб |
| 2015 | MBC Every1 | Weekly Idol — Episode 225                                        | Все               |
| 2015 | SBS        | Running Man — Episode 272                                        | Все               |
|      |            |                                                                  |                   |

### Участие в музыкальных клипах
| Год  | Название                                                   | Участники | Видео           |
| ---- | ---------------------------------------------------------- | --------- | --------------- |
| 2013 | Juniel — Pretty Boy                                        | И Сын Хёб | JUNIEL (주니엘) |
| 2015 | N Project #1: Jimin N J.Don — God                          | И Сын Хёб | FNCEnt          |
| 2015 | AOA — Oh Boy                                               | Ча Хун    | AOAVEVO         |
| 2017 | FTIsland(FT아일랜드) — LoveSick 사랑앓이 (With 김나영) M/V | Ча Хун    | FTIsland        |

## Представления
- Live at Shibuya CYCLONE
- Live at Shibuya Club Crawl
- FTISLAND’s ‘Replay’ Zepp tour as opening act
- 2013 Arena Tour 2013 ~One More Time~ as opening act
- One-man live at Live Space Halot
- Live at ESP Musical Academy
- 2013 FNC KINGDOM IN JAPAN Fantastic & Crazy
- 2014 FNC KINGDOM IN JAPAN -Starlight-
- 2015 FNC KINGDOM IN SEOUL
- 2015 FNC KINGDOM IN HONG KONG
- 2015 Kpop Jeju Festival
- 2015 Asia Dream Concert
- 2015 FNC KINGDOM IN JAPAN
- 2015 Asia Music Network
- 2015 N.Flying End Year Party
- 2016 KCON Japan
- 2016 East Asia Pop Music Festival Taiwan
- Nemesis x N.Flying Joint Concert
- 2016 FNC KINGDOM IN JAPAN — CREEPY NIGHTS

### Все участники
- Clothing «Buckaroo Jeans» (2014)

### Ли Сын Хёб
- Clothing «Buckaroo Jeans» (2015~)

## Награды и номинации

### Japan Gold Disc Award
| Год  | Категория                     | Реципиент | Результат |
| ---- | ----------------------------- | --------- | --------- |
| 2017 | The Best 3 New Artists (Asia) | N.Flying  | Выиграли  |

### Mnet Asian Music Awards
| Год  | Категория                         | Реципиент | Результат    |
| ---- | --------------------------------- | --------- | ------------ |
| 2015 | Best New Male Artist              | N.Flying  | Номинированы |
| 2015 | HotelsCombined Artist of the Year | N.Flying  | Номинированы |

### Seoul Music Awards
| Год  | Категория            | Реципиент | Результат    |
| ---- | -------------------- | --------- | ------------ |
| 2016 | Bonsang Award        | «Awesome» | Номинированы |
| 2016 | New Artist Award     | N.Flying  | Номинированы |
| 2016 | Popularity Award     | N.Flying  | Номинированы |
| 2016 | Hallyu Special Award | N.Flying  | Номинированы |

### Gaon Chart K-Pop Awards
| Год  | Категория              | Реципиент | Результат    |
| ---- | ---------------------- | --------- | ------------ |
| 2015 | New Artist of the Year | N.Flying  | Номинированы |